# Rimae Pitatus

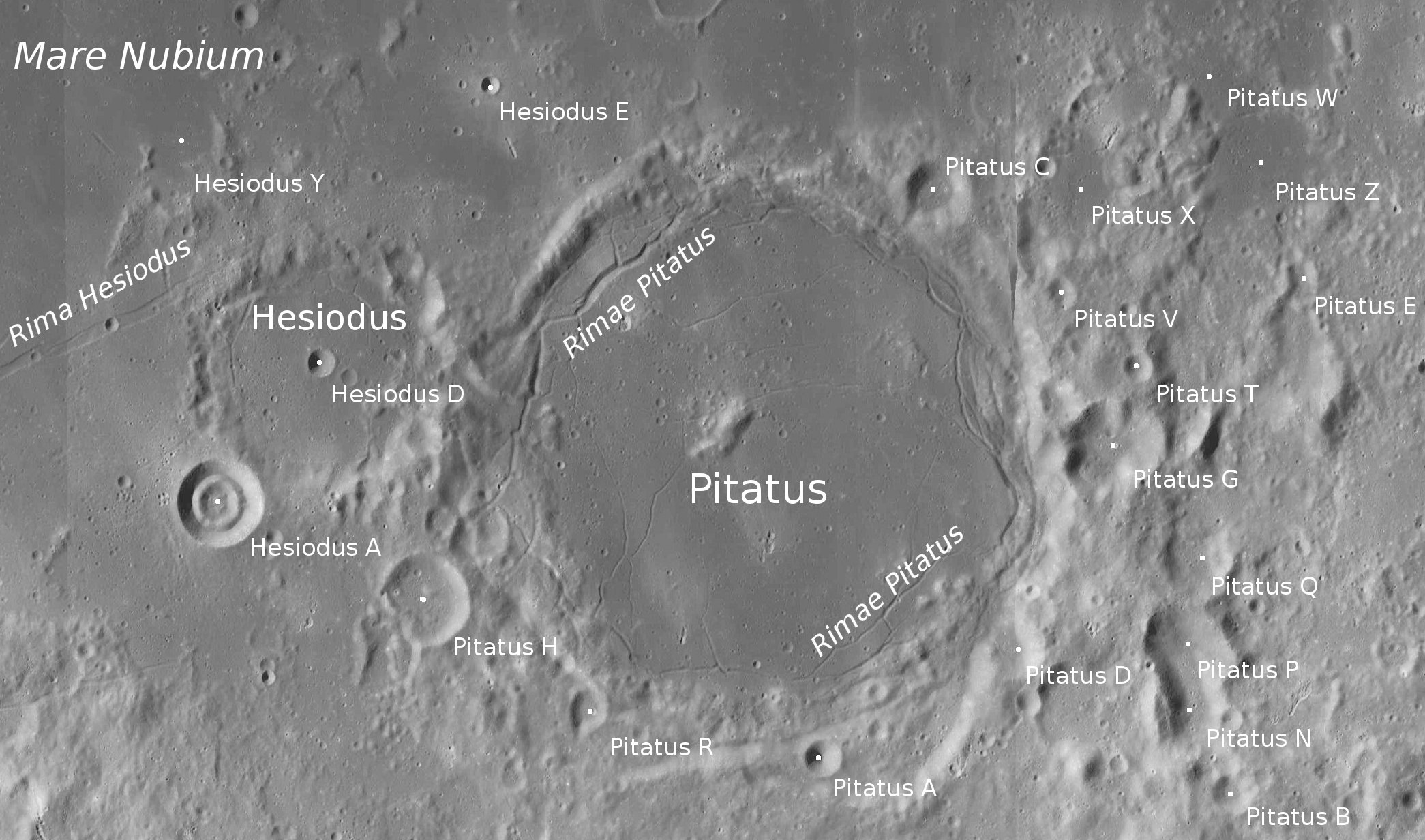
Kráter Pitatus se sítí brázd Rimae Pitatus.

Rimae Pitatus je soustava měsíčních brázd nacházejících se v zatopeném kráteru Pitatus na jižním okraji Mare Nubium (Moře oblaků) na přivrácené straně Měsíce. Podle kráteru je síť brázd o délce cca 100 km pojmenována. Střední selenografické souřadnice jsou 29,8° J, 13,6° Z.
Západně leží kráter Hesiodus, od něhož se táhne dále na západ stejnojmenná brázda Rima Hesiodus.